# Riccardo Sardonè
Riccardo Sardonè (Milano, 15 marzo 1977) è un attore, modello e personaggio televisivo italiano.

## Biografia
Cresce in Canada a Vancouver dove studia Filosofia e Informatica presso il Capilano College e ottiene un Master in Web Security; inizia fin da giovane a praticare meditazione e sviluppo della coscienza spirituale dedicandosi allo studio delle religioni e della fisica quantistica.
Lavora come modello, sfilando in molte parti del mondo per importanti stilisti, Giorgio Armani, Dolce e Gabbana, Valentino e altri ancora; inoltre gira numerosi spot pubblicitari.
Frequenta la scuola di teatro "Quelli di Grock" e studia recitazione in Canada alla Vancouver Academy of Dramatic Arts.
Nella stagione televisiva 1999-2000 viene scelto come valletto nel popolare quiz Ok, il prezzo è giusto!.
Nel 2000 debutta come attore nella miniserie tv di Rai Uno, San Paolo, regia di Roger Young, in cui interpreta il ruolo di Santo Stefano. Nel 2003 partecipa alla miniserie tv trasmessa da Canale 5, Ferrari, per la regia di Carlo Carlei.
Lavora anche in produzioni non italiane come il film tv americano The Roman Spring of Mrs Stone, regia di Robert Allan Ackerman, con Helen Mirren, e in un episodio della serie tv L'avvocato, in onda su TSI.
Nel 2007, oltre a partecipare ad un episodio della serie tv R.I.S. 3 - Delitti imperfetti, è uno dei protagonisti, con il ruolo dell'oncologo Luca Mauri, di Incantesimo 9 e 10. Nello stesso anno gira il suo primo film Scusa ma ti chiamo amore, regia di Federico Moccia, in cui interpreta il ruolo di Marcello Santi, antagonista di Raoul Bova, nelle sale nel 2008. Inoltre è tra i partecipanti al talent show Ballando con le stelle 4, condotto da Milly Carlucci su Rai Uno, venendo eliminato nel corso della sesta puntata.
Nel 2009 gira il film Alta infedeltà, scritto e diretto da Claudio Insegno e tratto dalla commedia Un marito per due.
Sempre nel 2009 è tra i concorrenti del reality show La fattoria, condotto da Paola Perego su Canale 5, venendo eliminato nel corso della quarta puntata.
Nel 2010 è stato occupato nella realizzazione del film Asfalto Rosso, in cui ha il ruolo da protagonista.
Dal 2012 è impegnato nel ruolo dell'emotional trainer, David Rea, nella web series Stuck - The Chronicles of David Rea targata Ivan Silvestrini. La serie è completamente girata in inglese ed è visibile sul loro canale YouTube.
Nel 2013 scrive e dirige la serie televisiva Horrorvacui, interamente girata a Santo Stefano Ticino.
Nel 2014 è cofondatore del social network Socialkafe, dell'app Wowave, e regista di due serie pilota Milf Hunter e Lobbygirls.
Nel 2015 è il regista della serie Ragazzi Perduti interamente girata a Castellamare di Stabia.
Il 21 luglio 2017 si sposa con la ballerina Sara Renda, étoile presso l'Opéra National de Bordeaux
Nel 2018 esce il suo primo libro,  La perfezione del tutto.

## Filmografia

### Attore

#### Film
- La primavera romana della signora Stone (The Roman Spring of Mrs Stone), regia di Robert Allan Ackerman – film TV (2003)
- Scusa ma ti chiamo amore, regia di Federico Moccia (2008)
- Musica per la vita, regia di Franco Maselli – film TV (2009)
- Alta infedeltà, regia di Claudio Insegno (2010)
- Asfalto rosso, regia di Ettore Pasculli (2011)

#### Serie/Miniserie TV
- San Paolo, regia di Roger Young – miniserie TV (2000)
- Ferrari, regia di Carlo Carlei – miniserie TV (2003)
- L'avvocato – serie TV, episodio 4x02 (2004)
- R.I.S. 3 - Delitti imperfetti, regia di Alexis Sweet - serie TV, episodio 3x04 (2007)
- Incantesimo – serial TV, nona e decima stagione (2007-2008)
- Stuck - The Chronicles of David Rea, regia di Ivan Silvestrini – webserie, 11 episodi (2011-2013)
- Horror vacui – miniserie TV, 3 episodi (2003)

### Sceneggiatore
- Horror vacui – miniserie TV, 8 episodi (2003)

## Programmi televisivi
- Ok, il prezzo è giusto! condotto da Iva Zanicchi – gioco a premi (Canale 5, 1999)
- Ballando con le stelle condotto da Milly Carlucci con Paolo Belli – talent show (Rai 1, 2007)
- La fattoria condotto da Paola Perego – reality show (Canale 5, 2009)